# Anne Bacon
Anne Bacon née Cooke en 1527 ou 1528 et morte le 27 août 1610 est une dame de la cour britannique, une écrivaine et une traductrice anglaise. Elle apporte une contribution durable à la littérature religieuse anglaise avec sa traduction du latin d'Apologie of the Anglican Church de John Jewel (1564). Le philosophe Francis Bacon est son fils.

## Biographie
Anne ou Ann est née dans une famille de grand propriétaire foncier, au statut social élevé. Son père travaille avec la famille royale Tudor. La famille est en lien avec Stratford. La date de naissance exacte d'Anne n'est pas connue, on suppose qu'elle est née vers 1528 à Essex, en Angleterre. Elle est l'une des cinq filles d'Anthony Cooke, tuteur d'Édouard, fils unique d'Henri VIII. En tant qu'éducateur, Anthony Cooke veille à ce que ses quatre fils et ses cinq filles reçoivent une éducation humaniste, avec des études approfondies en langues, en latin et en grec. Anne Bacon est formée au latin, à l'italien, au français, au grec et peut-être même à l'hébreu. Sa sœur, Lady Elizabeth Cooke, est formée aux langues et est également bien connue pour des traductions et des textes comparables.
Anne Cooke épouse Sir Nicholas Bacon, le gardien du grand sceau de la reine Elizabeth, en 1553. Ils ont deux fils, Anthony et Francis Bacon, ce dernier devenant plus tard philosophe et pionnier de la révolution scientifique. Anne Bacon est dame d'honneur de la reine Élisabeth. Ses opinions religieuses restent fortement puritaines ; elle appelle à l'éradication de tout le papisme dans l'Église d'Angleterre. Les œuvres principales d'Anne Bacon sont centrées sur la religion. À vingt-deux ans, elle traduit de l'italien et publie l'ouvrage de Bernardino Ochino Ochines Sermons. Sa traduction du latin en anglais des travaux de John Jewel,1564, Apology for the Church of England, est une étape importante dans la justification intellectuelle du protestantisme en Angleterre. Son travail constitue une clarification des différences entre anglicanisme et catholicisme romain, et il est essentiel au soutien des politiques religieuses d'Elizabeth I. Elle écrit de nombreuses lettres aux membres du clergé et  débat également de la théologie avec eux.
Elle entretient une étroite correspondance avec ses deux  fils, Anthony Bacon et Sir Francis Bacon. Dans le livre de James Spedding, Les lettres et la vie de Francis Bacon, Anne Bacon donne son point de vue sur les activités en cours de l'église et du gouvernement, parlant en toute connaissance de cause.

## Postérité
Anne Bacon fait partie des femmes qui sont citées dans l’œuvre The dinner party de Judy Chicago.